# シンガーソングライター

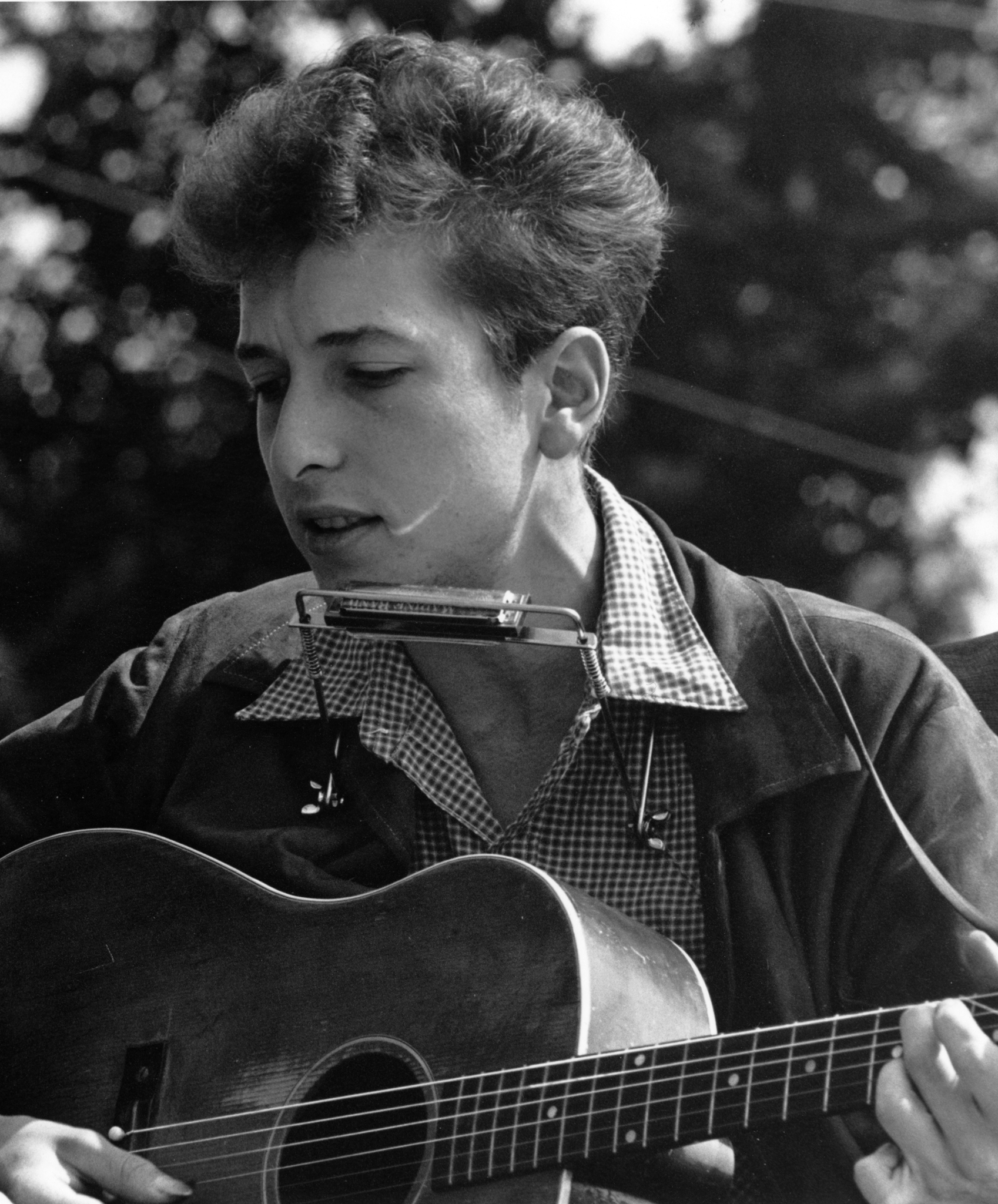
ボブ・ディラン

シンガーソングライター（英: singer-songwriter）は、音楽家の職業名であり、ポピュラー音楽において、自分で作詞・作曲を行い歌唱する（本来の意味での自作自演を行う）人を指す。音楽論評などでは “SSW” と表記されるケースも増えている。

## 概要
ポピュラー音楽において自ら歌う曲の、作詞、作曲（編曲も自ら行うことがある）を自分自身で行う歌手を指す。作曲しか行わず編曲を他者に依頼する場合でも、一般的にはシンガーソングライターというのに対し、作詞しかしない場合にはシンガーソングライターとは言わないことが多い（後述）。また、自作をしていても、自演曲の中で自作曲の割合が小さい場合には、シンガーソングライターとはいわないことが多く、逆に 100％自作曲でなくても、自作曲の割合が大きい場合にはシンガーソングライターと呼ぶこともある。　
楽曲の制作方法は、歌手により様々である。先に作曲、後に作詞（「曲先（きょくせん）」や｢メロ先｣、｢はめ込み作詞」等と呼ばれる手法）という手法をとる者もいれば、逆に先に作詞、後に作曲（こちらは「詞先（しせん）」と呼ばれる）する者もいる。作詞・作曲を並行して行う者もいる。

## 語源と背景
「シンガーソングライター」という言葉は、1970年代初頭にアメリカでジェームス・テイラーが注目され、キャロル・キング、ローラ・ニーロ、ポール・サイモン（サイモン&ガーファンクル）、ジャクソン・ブラウン、英国でエルトン・ジョン、カナダのジョニ・ミッチェル、ニール・ヤングらのめざましい活躍もあって、彼らが「シンガーソングライター」と呼ばれ、それが日本でも普及したもの。それ以前に登場したボブ・ディランやジョーン・バエズらのような政治的なスタンスは持たず、極めて私的な内容を歌にした。彼らの作り出す内省的な音楽は、当時のベトナム戦争の激化や公民権運動などの政治問題で疲弊しきっていたアメリカ国民を救済し、支持された。細野晴臣はアメリカのシンガー・ソングライターの元祖としてホーギー・カーマイケルを挙げている。今日のアメリカでも「シンガーソングライター」という言葉は一般的に使われる。アメリカでは音楽ジャンルを問わない。
元々、ポップ・ミュージック（ポップス）の世界では、英米でも日本でも曲を作ることと歌うことは分業で行われていた。レコード会社の力がかつては強かったのは世界共通だった。英米ではそれらを今日オールディーズなどと称しているが、日本でいえば歌謡曲と、どちらも基本的には分業であった。そこへ自作自演の流れを持ち込んだのはビートルズやボブ・ディランらである。1960年代には多くの自作自演のミュージシャンが高い人気を得ていた。にもかかわらず1970年代初頭、あえてアメリカで「シンガー・ソングライター」という呼び名が使われた要因は、「ロック的な狂熱とは縁の薄いパフォーマンスの価値を、歌やソングライティングを強調することで補う必要があったから」とレコード・コレクターズ誌は解説している。英米の「シンガー・ソングライター」は、「大きな夢や怒りではなく、身のまわりの出来事に目を向けた歌を作って歌う」「誠実な自己告白的の歌を歌う」というような意味合いがあった。ローリング・ストーン誌のロック史では、「シンガー・ソングライター」は映画『卒業』のダスティン・ホフマンのように、スターらしからぬスターが誕生したニューシネマの現象と関連づけて語られているという。本来の「シンガー・ソングライター」という言葉には「ロックのアンチテーゼ」のような意味があった。しかしこの言葉が日本に輸入された当時は、まだ日本でロックはメジャーになっておらず、日本での「シンガー・ソングライター」には歌謡曲のアンチテーゼとしての役割が最初は与えられていたものと考えられる。

## 欧米での歴史
1960年代後半から1970年代前半にかけてのロック界やソウルでは社会的なメッセージ性の強いヒット曲が多く生まれた。1970年にジェームズ・テイラーはアルバム『スウィート・ベイビー・ジェームス』を発表したが、このアルバムはシンガーソングライターによるオリジナルバージョンがヒットしたことで当時としては珍しい例であり注目を浴びた。また、『ファイアー・アンド・レイン』はジェームズ・テイラーのごくごく私的な体験を告白した歌詞の曲だったが、『スウィート・ベイビー・ジェームス』に収録されたのちシングルカットされ、1970年秋に大ヒットとなりこれがシンガーソングライターブームの幕開けと言われている。キャロル・キングは、元々、ソングライター、日本で言うところの職業作家からシンガーソングライターに転身した人で、職業作家時代の作品としては、日本でオールディーズとユーロビートのスタンダード・ナンバーとして有名な「ロコ・モーション」などがある。
細野晴臣は、シンガーソングライターと呼ばれる人たちが出てきた背景として「作家が作るシーンに対抗する考えがあったのか、『自分で作って自分で歌う』という…デザインして作り上げていくポップミュージックじゃないもの、新しいスタイルが出来たということ、つまり『シンガーであり、ソングライターだ』と言いたかったんじゃないか」「たぶん60年代後半から70年代の初頭にかけて、レコード会社がまだしっかりしていた時代にプロモーションで使われた言葉だったんだよ。アメリカのレコード会社が作った言葉。それが当時は新しい言葉だったから、呼ばれるほうもそれほど嫌じゃなかった、みたいな」などと解説している。
また、フォークブーム期であった1960年代末にはカナダのシンガーソングライターであるゴードン・ライトフット、レナード・コーエン、イアン&シルビア、トム・ラッシュらも米国に進出した。

## 日本での歴史

### 前史
日本においても、自作曲を自ら歌う歌手は古くからいた。作詞家&演者だった添田唖蝉坊なども広義ではシンガーソングライターといえるかも知れない。
1930年代には演歌師の石田一松が自作自演した「酋長の娘」をヒットさせた。広義における本格的なシンガーソングライターの嚆矢と言われる林伊佐緒は1930年代から「出征兵士を送る歌」など、自身の曲の大半を自ら作曲・歌唱した。1950年代には大橋節夫が自作曲を歌いヒットしハワイアンブームの先駆となった他、1958年には「ロカビリー3人男」と言われた平尾昌晃も自作曲「ミヨちゃん」をヒットさせた。
1960年代には森繁久彌、加山雄三、荒木一郎、市川染五郎、美輪明宏といった人気俳優が自作曲でヒットを出すというケースも出てきた。
歌謡曲には古くからレコード会社とプロダクションの主導により職業作家の作った楽曲を歌手が歌うという厳格な分業システムがあったが、彼ら歌手にも音楽的才能があるため作曲能力があり、知名度も相まって自作曲をリリースすることが出来た。加山のケースでいえば自身の主演作『ハワイの若大将』の劇中歌に自作曲が採用されてヒットした後、自作曲を多く歌うようになった。しかし加山は作曲のみ自分で行い、作詞は職業作詞家によるものだったため、そのほとんどがラブソングであり歌謡曲と変わりがない。後に現れた「フォークシンガー」や「シンガーソングライター」が、反体制歌や非歌謡曲を志向した点や、"自分たちの言葉で歌にしていく"と、自己表現した歌詞にも特徴があった点で異なる。また音楽的ベースも加山はグループ・サウンズであり、ロック寄りで、これも後の「シンガーソングライター」がボブ・ディランやPP&Mなど、アメリカのフォークソングをベースにしたものとは異なる。加山自身「俺は俳優。歌は趣味的なもの」と話しており、この点からも、その後の「シンガーソングライター」と系統的に繋がってはいないといえる。荒木一郎は「当時では、俺だけが純粋に作詞・作曲で、しかも商業的でなかった。そのまんまだったんだ」と述べている。岡林信康や吉田拓郎、小室等、井上陽水らは、加山らを先達とは考えてはいない。小室等は「平尾さんとかそういうとか人たちは歌謡曲に積極的に寄りそう形で出てきたシンガーソングライターだったけど、ぼくらはその糸を切ってある。彼らとは違う」「あの当時のフォークソングをはじめた連中というのは、アンチ商業主義だった」、吉田拓郎は「音楽の世界での僕の諸先輩方は、歌謡曲やグループ・サウンズですから。ソングライティングはしていない。日本の音楽界に関しては、僕の上の世代はいない。僕がいつも最初なんです」等と述べている。1960年代後半から現れたフォーク系シンガーソングライターの多くは、既存の歌謡曲とは、ほぼ無縁の活動から誕生した人たちである。

### 1970年代〜
「シンガーソングライター」という言葉が日本で認知されたのは1972年で、吉田拓郎のブレイク以降である。『ニューミュージック・マガジン』1972年5月号の記事には「いま、シンガー＝ソングライターなんて騒がれてる連中のやっていることは～」という内田裕也の発言が見られ、同じく1972年7月に刊行された『爆発するロック』という本の中の富澤一誠とかまやつひろしの対談では、富澤が「今、話題になっているシンガー・ソングライターなんかどう思いますか」と、かまやつに質問する場面がある。1973年の「guts」1月号には、「1972年度、日本のフォーク界の大ニュース」として、「吉田拓郎、あがた森魚などのシングル盤ヒットにより、"シンガー・ソング・ライター"が日本の音楽界にクローズ・アップされた」「"シンガー・ソング・ライター"の大衆化～」といった記事が見られる。吉田拓郎がヒットを連発するに及んで、各レコード会社もプロダクションも競ってシンガーソングライターの売り出しにかかった。アメリカの状況とさほどタイムラグもなく日本でシンガーソングライターが支持されたのは、同じようにそれ以前に日本に"政治の季節"があったことを意味する。
1972年7月に荒井由実をデビューさせた村井邦彦は、「最初は荒井を作家として契約したが、シンガーソングライターの時代にだんだん変わっていくときだったので、荒井をシンガーソングライターとしてデビューさせた」と述べている。当時はまだ自作曲を歌い、さらにその曲をヒットさせることが珍しかったため、マスメディアも「シンガーソングライター」を大きく取り上げたと考えられる。「シンガーソングライター」という言葉が使われ始めたのは1972年以降で、それまでは特に定着した呼び名はなく、あえていえば「自作自演」という言い方をされた。
「シンガー・ソングライター」という言葉が日本に入ってきた1970年代初めには、高石友也や岡林信康といった「自作自演」のフォークシンガーが若者の支持を得ていた。ただし彼らはマイナーレーベル所属であったため、レコード自体はあまり売れておらず、歌謡界のシステムを揺らがすまでには至らなかった。しかし、その後の吉田拓郎や小椋佳、かぐや姫、井上陽水ら、テレビへの出演を拒否しアルバム作品の制作とコンサート活動に重きを置く「自作自演」のフォークシンガーたちは、メガヒットを出し、また演歌や歌謡曲歌手に楽曲提供をおこなう等、長く話題を提供して世間の注目を集め、既存の芸能界に影響を及ぼすまでになった。小室等、吉田拓郎、井上陽水、泉谷しげるの 4人が自分たちのレコード会社「フォーライフ・レコード」を設立した1975年には、シンガー・ソングライターによるフォークがレコード・シェアの四割近くを占有した。シンガーソングライターは、歌の世界に、若者の生活感覚と密着した直接的な表現をもたらした。大人から見れば気恥ずかしく思えても、彼らにとっては、歌謡曲の明快な虚構の世界よりは身近に感じられたのである。「その人そのまんまのメッセージ」である個人が発信する表現は、専業の作詞作曲家が考えたものより大衆に共感されるようになった。こうして、借り物ではない、自分の言葉で、個性で、歌を唄う、表現する、シンガーソングライターが、若者たちの支持を勝ち得て定着していくことになった。彼らの多くが自ら作詞作曲した楽曲を、ギターを弾きながら歌う「ソロのフォークシンガー」であったため「シンガーソングライター＝フォーク系のソロシンガー」のイメージが付いた。
一方で、当時は職業作詞家・作曲家が作るようなレベルの楽曲を歌手が容易に作れるとは思われていなかった。前述の内田裕也発言は（シンガー＝ソングライターは）「ロカビリーがだんだん歌謡曲になったのと同じ。長く続かない」といった主旨だったし、富澤一誠とかまやつひろしの対談では、富澤が「ぼくから見ると、作詞・作曲・歌と三つのことをすべてうまくやるってことは、困難じゃないかと思えるんですがねえ。だから、三つのことをそれぞれプロフェッショナルがやった方が、いいものが生まれると思うんですけど」と話している。当事者の一人だった南こうせつ自身も「ブームが続くとは思ってなかった」と話しており、シンガーソングライターによるフォークブームは短命に終わるのではないかという見方もあった。しかし、1970年代に才能あるシンガーソングライターが多く続いたために、一過性のものではなく、日本の音楽界のメインストリームになっていった。
特に1973年頃から、五輪真弓、金延幸子、りりぃ、荒井由実、吉田美奈子、小坂明子、小坂恭子、中島みゆきらが台頭した時、彼女たちの中にギターを持たずにピアノを弾いて歌うというような、フォーク臭の全くない者がいたため彼女らを「女性フォークシンガー」とも呼び辛く、適当な言い方がなく「女性シンガーソングライター」という言い方が非常に多く使われた。これも「シンガーソングライター」という言葉の認知度アップに影響があったと考えられる。女性シンガーソングライターが増えたのは"私小説"的なイメージがウケたとする見方もある。勿論、多くの「シンガーソングライター」を輩出した「ヤマハポピュラーソングコンテスト」の功績も非常に大きい。なお、「女性シンガーソングライター」の原型は、1967年に小薗江圭子の詞に自分で曲をつけた「この広い野原いっぱい」でデビューした森山良子という見方もあるが、森山は職業作詞家・作曲家の作品や洋楽のカバー曲を歌うことが多く1970年代半ばまで"歌謡曲歌手"というイメージがついていた。女性シンガーソングライターの登場は、男社会だったミュージシャンの世界へも女性の進出を促すことになった。
『guts』1972年8月号で、岩井宏、新田和長、本城和治、三浦光紀、三橋一夫の参加で「座談会・72前期日本フォークの決算書 市民権を得たばかりの新しい音楽はわれわれの手で守ろう」という対談が6頁に亘って掲載され、この中で「女性フォーク・シンガーが少ないワケ」という話の流れで、三橋一夫が「レコードになる女性の歌手が少ないですね。りりぃ、五輪真弓、金延幸子、小野和子…そんなところでしょう」と発言すると三浦光紀が「女性の場合は個性がないですね。キャロル・キングが流行すればみんなキャロルみたいになるし、森山良子が全盛期には揃って森山調になる」などと発言し、対談で名前が挙げられたのは以上の人たちだけのため、今日に繋がる「女性シンガーソングライター」の草分けはこの人たちと考えられる。この記事に続く「72年版日本のフォーク&ロック・アルバムガイド…秀作30枚ピックアップ」という記事でリリィのアルバム『たまねぎ』のレコード評に「日本では初めてといえる本格的女性シンガー＝ソング・ライターともいえるリリィ」と書かれている。他に1972年にアルバムデビューした金延幸子、五輪真弓、りりぃ、中山ラビあたりとする見方もある。「女性シンガーソングライター」による最初の大ヒット曲はヤマハポプコン出身の小坂明子が1973年12月に出した「あなた」である。細野晴臣は「僕の中では吉田美奈子とユーミンで始まってるな…いや、でもユーミンは“ユーミン”だな…ブランドになっちゃうとそう言わなくなるのかもね。あとは大貫妙子か。時期で言えば1970年代の初頭くらい。その前の時代はやっぱりフォークだよね」などと論じている。シンガー・ソングライターの台頭は、職業作詞家・作曲家の安定を揺るがす存在になっていく。また歌謡曲歌手にも大きな影響を与えた。1970年代も半ばになると、フォークという言葉ではフォローできない音楽がたくさん出てきて、フォークはニューミュージックという呼び方に吸収されていった。歌謡曲のフィールドでも渡辺真知子のように自作曲で日本レコード大賞最優秀新人賞を受賞するような者も出てきた。1980年以降には、シンガーソングライターの影響を受けた職業作詞家・作曲家が出てくるようになった。現在の音楽界は、シンガーソングライターたちが成し遂げた変革の上に成り立っている。
平尾昌晃は「昭和40年代後半のアイドルブームに沸く日本の歌謡界に、沖合から大きな波が押し寄せていた。それが『フォーク・ブーム』である。吉田拓郎、井上陽水らのヒットを契機に、南こうせつとかぐや姫、グレープなどの、いわゆる叙情的なフォークソングもヒットし『昭和歌謡』の幅はグンと広がった。この頃から、フォークソングは、ニューミュージックと言われる時代に入ったのだと思う。僕は作曲家であり、歌手でもあるけど、正直言って、彼らの才能には脱帽した。何しろ、自ら作詞作曲し、楽器を演奏しながら歌う彼らがひとりではなく、次々と登場してきたのだから。しかも、彼らが自分で歌う『結婚しようよ』にしろ、『傘がない』にしろ、『神田川』『精霊流し』『なごり雪』にしろ、それがまた名曲であったからである」などと論じている。
小西良太郎は『スタア』1975年1月号の「歌は世につれ世は歌につれ 『不況の中の'74年歌謡曲やぶにらみ考」という記事で、「1974年10月最終週のLPレコードの売り上げは「1位『二色の独楽』（井上陽水）、2位『かぐや姫LIVE』（かぐや姫）、3位『氷の世界』（井上陽水）、4位『NSP III』（NSP）、5位『陽水ライヴ』（井上陽水）、6位『ゴールデン・プライズ第2集』（カーペンターズ）、7位『追憶』（沢田研二）、8位『オン・ステージ』（八代亜紀）、9位『ぼくがつくった愛のうた』（チューリップ）、10位『ライブ3』（五木ひろし）と、フォーク勢が上位を独占。シングル盤でも話題は豊富で、ガロ、かぐや姫、あのねのね、なぎらけんいち、海援隊、加藤登紀子、長谷川きよし、りりぃ、山本コータローとウィークエンド、NSP、ダ・カーポ、三輪車、チェリッシュ、よしだたくろうも健在で大にぎわい。このほとんどが、自作自演である。彼や彼女らは年齢的にも、感性の点でも、聞き手の若者たちと同じか、近いところにいる。それが自分に素直に手作りの歌を作っていくから、ファンの気分にフィットする率が高い。そんな要素がファン不在に近い歌作りに堕した歌謡曲プロデューサーの失点をうまいぐあいに挽回してしまったといえる。ダークホースが大当たりしたのが1974年一年のヒット曲の三分の一、若年寄り扱いになりかかった中堅どころのヒットが三分の一、残り三分の一がフォーク系という大ざっぱな計算が成り立つのだから、フォークは今や流行り歌世界の一大勢力にのし上がったとことになる。そこから、歌謡化したフォークへの異議が生まれる。このジャンルが芽を吹いたのは70年安保を控えての岡林信康や高石ともやあたりからだが、昨今のフォークの、精神不在を嘆く声が出るのもムリのない話ではある。しかしここで大事なのは、ファンをつかみはじめた"支流"を排斥することではなく、全員がそれぞれの立場から、フォークの意味を再確認し、よって来るところを踏まえ直すことだろう」などと論じている。5頁に及ぶこの記事内で、小西は一度も「ニューミュージック」という言葉を使用していないため、記事を書いたと見られる1974年暮れには音楽関係者の間でも、まだ「ニューミュージック」という言葉は普及していないものと考えられる。
当初は「歌謡曲のアンチテーゼ」としての意味が含まれていた「シンガーソングライター」という言葉だったが、ニューミュージックが、フォーク以上に歌謡曲との区別がつき辛いこともあって、1970年代後半には、歌謡曲側の自作自演歌手も含め、自ら書いた歌を自ら歌う人はジャンルにかかわらず全員「シンガーソングライター」と呼ぶようになった。
所ジョージは1977年のデビュー時から"シンガーソング・コメディアン"と名乗り、1981年の週刊誌は、俳優・寺尾聰の大ヒットを"大人の味を持ったシンガーソングライター"、『男道』という自作曲のレコードを出したプロ野球選手・松岡弘を"プロ野球界初のシンガーソングライター誕生!"と紹介した。土田明人という本職が小学校の先生がレコードを出した時は"シンガーソングティーチャー登場"と書いている。またそれまでの「自作自演」という言い方よりも、ちょうど「シンガーソングライター」という「自作自演」そのままの意味を持つ語感のいい言葉が定着したため、単純に「歌を作って歌う人」は全員「シンガー・ソングライター」、遡って、あの人も昔、歌を作って歌っていたから「シンガー・ソングライター」と言い出したものと考えられる。こうした理由もあって現在、前述した人物の多くが、文献やネットで「シンガーソングライター第1号」「シンガーソングライターの草分け」等と紹介されている。
先に挙げたように「シンガーソングライター」という言葉が使われ始めたのは1971年、1972年以降で、これ以前に活躍した前述の加山雄三や荒木一郎、1960年代後半に現れた高石友也や岡林信康といった人たちは、リアルタイムでは「シンガーソングライター」と呼ばれず、のちにそう呼ばれるようになった。高石は「フォークシンガーです。と自己紹介すると『シンガーソングライターですよね』と聞き返される。そんな大層なもんじゃないんですけど」と話している。高石にとっては「シンガーソングライター」という呼ばれ方には馴染みもなく違和感があるのか、あるいは、商業的に大きな成功を手にした1970年代以降の（一部の）「シンガーソングライター」たちは、自分たち「フォークシンガー」とは違うという意識があったのかもしれない。なぎら健壱は「（1970年代後半に出現したシンガーソングライター）と自分のやっていたフォークとの結びつきは感じられない。拓郎さんやかぐや姫には繋がりがあったかもしれないけど、それがすごくメジャーになって、商業資本と結びついて、すごく人気が出て、大きな音楽になってゆくにつれ、フォークだった部分は無くなっていったと思います。生ギターが入っていたり、曲調や歌の内容がそうだったとしても、精神そのものがフォークじゃなくなっていったと思う」などと述べている。
現在、「シンガーソングライター」を「歌手を兼ねる作曲家」と答える人はいないと思われるが、かつては違った。毎日新聞社が1978年に出した『別冊一億人の昭和史 昭和の流行歌手』という本に「ちかごろは、シンガー・ソング・ライターなどといって、自作自演する者が増えたが、戦前は大変珍しかった。とくに作曲家が、歌手を兼ねて、どちらもヒットする、などということは、まったくマレなことだった」という記述があり、ここで林伊佐緒を紹介している。林は作詞はしない作曲家兼歌手であり「シンガー・ソング・ライター」と呼ばれる以前は「自作自演歌手」は「作詞＋作曲もする歌手」はもちろん「作曲だけする歌手」の両方を指していたものと考えられる。そして現在でも「作詞と作曲のうち、作曲のみしかしていない場合でも、一般的にはシンガーソングライターというのに対し、作詞のみしかしていない場合には、シンガーソングライターとは言わない」ことが多い。
「ヤマハポピュラーソングコンテスト」でプロデビューしたアーティストが所属するヤマハ音楽振興会（現ヤマハミュージックエンタテインメントホールディングス）は、ゴダイゴらが所属するABCプロモーションと共に、1979年の所属アーティスト・歌手のレコード・テープの総売上げが1969年創立以来"タレント帝国"の名をほしいままにしてきた渡辺プロダクション（ナベプロ）を抜いて1位・2位となった。これは芸能界支配構造の再編成を象徴する出来事だった。膨大な利権構造を独占する大手芸能プロを中心とする芸能共同体に反旗を翻した最も有名な事件が、先述した1975年のシンガーソングライター4人によるフォーライフ・レコードの設立であるが、これをきっかけとして芸能界の利権の仕組みを知った多くのシンガーソングライターが以降、個人事務所などを設立した。世良公則&ツイスト（のちツイスト）は最初はヤマハに所属していたが、1979年9月にヤマハから独立し、個人事務所・MRT（ミュージシャン・レヴォリューション・トレイン）を立ち上げた。出演契約の業務はヤマハに委嘱したものの原盤権や著作権を自分たちで握り、人気自体は下降していったが、利益は莫大になったといわれる。シンガーソングライターは上手くやれば、100％利益を独占することも可能といわれる。当時公表されていた長者番付の歌手部門で、ニューミュージック系のシンガーソングライターが上位を独占したのはこのような事情があった。

### 1980年代〜
作詞と作曲のうち、作曲のみしかしていない場合でも、一般的にはシンガーソングライターというのに対し、作詞のみしかしていない場合には、シンガーソングライターとは言わないことが多い理由として、その答えのような阿久悠の言及が1985年の和田誠との共著の中にある。ここで阿久は「GSが流行ってきてギターが普及して、素人が曲をつくるようになりましたね。で、それからずーっとフォークの段階がきて、5年ぐらい前までは、やっぱり曲のほうが専門的で詞は誰でも書けるという意識があったわけです。字が書けますから。何となく詞らしきものはできる。その代わり、曲は専門的な知識とか才能が必要だって思い込みがあったんですけどね。近頃すっかり逆になってきちゃってね、曲の方が簡単になってきてるんですね。で、詞を書ける人がいないんですよ」と発言している。
シンガーソングライターが主流となった1980年代以降はあまり見られなくなったが、かつてはラジオや芸能誌などで一般（素人）から募集した詞に対して作曲家が曲を付けてプロの歌手が歌うということがよくあった。逆に素人から曲を募集して作詞家が詞を付けるということはなかった。こうした影響もあって、かつては作詞家は作曲家より下、「作詞だけする歌手」をシンガーソングライターとは呼べない、という感覚があったものと考えられる。
しかし2000年代頃からはむしろ作詞家が注目される機会が増えている。と言うよりも、作曲家、歌い手の功績を無視して、作詞家が時代を創ったかのような論調が増えている。また古くから存在する「作曲だけする歌手」に比べ「作詞だけする歌手」の出現は比較的最近のことで、まだ評価が定まっていないとも考えられる。この「作詞だけする歌手」は、シングルレベルでは森高千里あたりが最初と思われ、森高の歌詞を当時のマスメディアがユニーク等と好意的に紹介したことも「作詞だけする女性歌手」のその後の急増に繋がったかも知れない。金澤寿和は「重要なのは、自己表現の手段として有効に機能しているか否か。シンガーなのだから、曲を書けるのが基本。森高千里のように、作詞はするが作曲は他人任せというケースは、広義ではシンガーソングライターに当てはまるものの、敢えてそう呼びたくない。つまり、音や旋律で自分を表現する欲求を持つのが、シンガーソングライターの第一歩。更に自分自身の言葉を持っていれば、それが理想的なシンガーソングライターということになる」などと論じている。2013年『Disc Collection 日本の女性シンガー・ソングライター』という書は、「自身で作曲（作詞だけではなく）をしているシンガー」のみを掲載しており、「作詞だけするシンガー」をシンガー・ソングライターと認めていない。
ただ、坂井泉水（ZARD）、MISIA、倉木麻衣、西野カナといった、「作曲は他者が担当するものの、作詞は自らが手掛け、セルフプロデュースによって編曲に全面参加する」というスタイルで活動しているアーティストはシンガー・ソングライターと定義されることもある。
1980年前後に"軟弱""ネクラ"などと世間から叩かれてイメージを悪くした「ニューミュージック」という言葉に比べると、「シンガーソングライター」という言葉は好イメージが持続した。同じようにギターで弾き語りをするにしても、"フォークシンガー"というと、いい意味で臭そうな感じ、どこか野暮ったいイメージを持たれるが、"シンガーソングライター"といえば、爽やかなイメージを持たれる。1980年に突如、漫才ブームが勃興したが、人気を集めた当時の（若手と表現された）B&B・ツービート・紳助・竜介たちは、それまでの漫才師が台本作家が書いたネタを演じていたのに比べて、自分たちでネタを書いた。これを当時のマスメディアが「彼らはそれぞれが自分たちで考えたネタで勝負。いわばシンガーソング・ライター。彼らの本音をぶつけたネタがヤングの共鳴を受けている」と、「シンガーソング・ライター」という言葉を自作自演の良い例えとして使用している。
また映画界でも1980年前後に日本映画界に石井聰亙や大森一樹ら、新しい才能が続々輩出された状況について、長谷川和彦と高林陽一は『キネマ旬報』1981年5月下旬号で、長谷川「音楽でいえば、フォークとかニューミュージックと言われて、シンガーソング・ライターが出てきた状況と似ているんじゃないかね」、高林「僕はそっくりだと思う」などと述べている。
ハマ・オカモトは「便利な言葉として残りすぎちゃったんですかね? 流行り言葉として誕生したのに、あまりに便利な言葉だから今に至るまでずっと使われ続けているという。冷静に考えるとけっこう仰々しい言葉かもね」「ジャンルや集合体じゃなく、ある種の音楽をやってる人をなんとなく表現する言葉になってる。ある意味、大発明ですよ。ある種のイメージをわかりやすく総称するカテゴライズ。それこそ“AOR”とか“シティポップ”のような、あとからカテゴライズされて生まれたジャンルと実は同じ畑にあった言葉なんじゃないかとも思えますね」などと論じている。
1970年代に「シンガーソングライター」という言葉は定着したものの、1980年代以降に言われ始めた「J-POP」というカテゴリーでは、自作自演であることが強調されなくなった時期もあった。ビーイングや小室哲哉、つんく♂等のプロデューサー主導による楽曲や、バンドブーム以降のロックバンドやヒップホップグループによるグループ単位での音楽活動が目立ったため、ソロシンガーのイメージがある「シンガーソングライター」とはあまり呼ばれなかったのかも知れない。しかし現在のミュージシャンは大抵曲を自作しており、むしろ自分で曲を作らない人が少数派になっている。宇崎竜童は「ここ20年くらいは、みんながシンガーソングライターになって、演歌以外は職業作家へのオファーが少なくなりましたね。『歌謡曲』というものは一回滅びたのかなと思います」と述べている。「歌謡曲＝流行歌」「昭和の流行歌＝歌謡曲」「歌謡曲は昭和で終焉した」などと定義付けるなかにし礼は、「アルファレコードの村井邦彦と川添象郎が松任谷由実をデビューさせたように、1970年代に少なからぬシンガーソングライターを世に送り出したのは、われわれの世代のクリエイターたちである。ところが送り出される当人たちは『自分たちのつくる自分たちの歌を歌いたい』と主張したという。その時代のムードにわれわれの生み出すヒット曲はそぐわないと、彼らは感じたのだろう（中略）そのうちのあるものは若者たちに熱狂的な支持を受けた。しかし、ではそこにどれだけの名曲があるかとなると、話は怪しくなる。フォークやニューミュージックは、一つのムーブメントをつくりはしたものの、そこから生まれる名曲はそれほど多くない（中略）たいていは一曲かせいぜい二曲であとが続かないのがシンガーソングライターの特徴と言えるかもしれない。一人ひとりはそれほど多くの名曲、ヒット曲を生み出したわけではなくとも、彼らの歌や社会に対する姿勢が、ひとかたまりのムーブメントとして意識されていたことは間違いない（中略）彼らが本当の意味において"自力"で自らの歌を世に送り出したかというと、そんなことはない。そもそもレコードをつくり、それを売るという作業は企業体がやる仕事であって、個人でやれることではない。要するに彼らは、全て自分の力でやっているというポーズをとった、新しいタイプのスターだったのである。彼らのヒット曲も、歌そのもののパワーというより"既成のものに媚びないシンガーソングライターとしての生き方"という一種のブランドによるところが大きかったのではないか、彼らの音楽活動を商売として支えたのは、芸能事務所とテレビ局が作った音楽出版社とレコード会社であった事実を忘れてはならない」などと述べている。

### 2000年代〜
「シンガーソングライター」という表現が使われ始めて長年が経過したが、この表現は再び誇りを持って非常に多く使われるようになった。2000年代頃よりテレビ朝日『ミュージックステーション』は、自作自演歌手をシンガーソングライターと紹介することが多く、オリコンがCDの売り上げ1位記録を「女性シンガー・ソングライターとして○○以来の快挙」等と報道したり、専門学校や音楽スクールに「シンガーソングライター科」等が置かれたりするのは、「シンガーソングライター」という言葉自体が定着しているといえる。また、モーニング娘。の市井紗耶香が「シンガーソングライターになりたい」と、モーニング娘。を卒業したり、中村あゆみのシンガーソングライターの名曲カバーアルバムの発売等は、シンガーソングライターの先人をリスペクトする事例と言える。日本経済新聞は、ポール・マッカートニーを"英シンガー・ソングライター"と紹介している。また、現在の若いシンガーは、肩書を「シンガーソングライター○○」と称したり、「○歳の時に、シンガーソングライターになろうと決めた」「生涯シンガー・ソングライター」等と話す者も多く、ベテランミュージシャンの中にも肩書を「シンガーソングライター○○」と称する人が増えてきた。鬼束ちひろが2021年11月に器物損壊の現行犯で警視庁に逮捕された際、朝日新聞が鬼束の職業を「自称シンガー・ソングライター」と表記し物議を醸した。タレントパワーランキングは2022年のランキング企画第八十一弾から「シンガーソングライターランキング」を追加したが、調査にあたり、故人ではない、ポピュラー音楽を手掛けている、音楽グループに属していない、作詞・作曲をそれぞれ10曲以上手掛けている、などと「シンガーソングライター」を定義付けた。2022年、松任谷由実が文化功労者に選出されたが、文部科学省は松任谷の「職名等」に「シンガーソングライター」と書いた。国からシンガーソングライターが職業として認められたと見られる。本項のシンガーソングライターの説明は"ソロ形態"と書かれているが、"職業"と置き換えてもいいのかもしれない。ホコ天上がりの元バンドマンでプロデューサーの寺岡呼人は、こうした傾向を「シンガーソングライター至上主義」と表現し「1970年代の分業制の方が結果的に後生に残るようなものを作ってる気がする」と疑問を呈している。寺岡は「シンガーソングライターという言葉の持つ意味合いがどんどん変わってきているなと感じる。もともとは『歌謡曲をぶっつぶそう』みたいな形でシンガーソングライターが出てきて、専業の作家やアレンジャーを追い払っていったと思うんです。でも今いろんな人たちと仕事していると、自分で歌う歌詞が直前までできあがっていないみたいなのって本末転倒だな（プロデューサーと最初から共同作業をしようとしている）と思う」などと話している。
2020年代半ばのシンガーソングライターの役割について小林克也は「従来のフォークっぽいイメージとは異なり、現在ではアーティストとのコラボレーションやセッションが主流となり、友達感覚で曲作りを行うことが一般的です。さらに、他人の作品を借用してオリジナル曲を作ることも珍しくありません。今は『何でもあり』の時代です」などと論じている。
ライブハウスやストリートなどで活躍しているアーティストの中にも、インディーズ事務所に属するしないを問わず、多数のシンガー・ソングライターと自称する若者達もいる。自らの演奏と歌声でメッセージをダイレクトに観客に伝えるというこのムーブメントに関わる個々のアーティストの動機・年齢層は様々で、メジャーデビューを夢見る者、趣味として続けていく者など多岐にわたる。また、この背景にはかつて音源の制作やその音楽配信が膨大な資本と組織を必要としたのに対し、インターネットによる様々な技術やサービスによって音楽配信が個人もしくは小規模のレーベル等のレベルで可能になったことが大きい。これらのことが「次世代のシンガーソングライター」を産み出す要因となりつつある。
なお演歌業界では、21世紀に入ってからも作曲家・大御所歌手への弟子入りなどを経てデビューという事実上の徒弟制が残っており、吉幾三のように自分で作詞作曲できる一部の例外を除き、多くの歌手がベテランになっても師匠や外部から曲を貰えるのを待つしかない状態である。